# 川部村 (福島県)
川部村（かわべむら）は福島県南東部、石城郡に属していた村。現在のいわき市南東部（勿来地区）、鮫川中流右岸、四時川下流域にあたる。なお現在、旧村域に属する大字は、旧小川村が川部町と改称された他は藩政村名がそのまま大字名（○○町）となった。いわき市の土地区画整理事業に伴う住所変更がなされていない地域としては珍しく冠称がない。

## 地理
- 山：仏具山
- 河川：鮫川、四時川

## 歴史
- 1889年（明治22年）4月1日 - 町村制の施行により、小川村、沼部村、瀬戸村、三沢村、山玉村が合併して菊多郡川部村が発足。
- 1896年（明治29年）4月1日 - 所属郡が石城郡に変更。
- 1955年（昭和30年）4月29日 - 植田町・勿来町・錦町・山田村と合併して勿来市が発足。同日川部村廃止。
- 1966年（昭和41年）10月1日 - 勿来市が平市・常磐市・磐城市・内郷市、石城郡小川町・遠野町・四倉町・川前村・田人村・好間村・三和村、双葉郡久之浜町・大久村と合併していわき市が発足。

## 交通

### 道路
現在は常磐自動車道いわき勿来インターチェンジが旧村域に所在するが、当時は未開通。